# Liste der Monuments historiques in Saint-Sornin (Allier)
Die Liste der Monuments historiques in Saint-Sornin (Allier) führt die Monuments historiques in der französischen Gemeinde Saint-Sornin auf.

## Liste der Objekte
| Bezeichnung                        | Beschreibung                        | Standort                                    | Kennzeichnung | Schutzstatus | Datum | Bild |
| ---------------------------------- | ----------------------------------- | ------------------------------------------- | ------------- | ------------ | ----- | ---- |
| Glocke (Fotos in der Base Palissy) | Bronze, gegossen im 15. Jahrhundert | in der Kirche St-Saturnin-St-Jacques (Lage) | PM03000479    | Classé       | 1955  |      |